# Панагра
Па̀награ (на гръцки: Πάναγρα; на турски: Geçitköy) е село в Кипър, окръг Кирения. Според статистическата служба на Северен Кипър през 2011 г. селото има 220 жители.
Де факто е под контрола на непризнатата Севернокипърска турска република.